# The Sims 3: Мир приключений
The Sims 3: Мир приключений (англ. The Sims 3: World Adventures) — первое дополнение к компьютерной игре The Sims 3, его выход состоялся 17 ноября 2009 года. В этом дополнении симы могут посещать места, существующие в реальном мире: Египет, Китай и Франция. Там, персонаж может изучать местные развалины, исследовать катакомбы, собирать сокровища и изучать местные традиции. 
Игра создавалась, как дополнение, посвящённое посещению уголков с разными культурами, как это было в дополнениях к предыдущим играм серии The Sims — «The Sims: Vacation» и «The Sims 2: Путешествия», однако основную концепцию отдыха на курорте было решено заменить идеей изучать местные локации, раскрывать тайны и искать сокровища. Для дополнения на симлише записали свои клипы множество известных музыкантов и групп.
Дополнение было тепло принято игровыми критиками, которые заметили оригинальность самой идеи дополнения, отход от жанра симулятора жизни в сторону квеста и приключений.

## Геймплей
Дополнение вводит возможность путешествовать по трём разным странам, в нём представлены три разных городка с уникальными культурами; Шанг-Симла, Шам Ле Сим и Аль-Симара. Задача сима сводится к изучению культуры городков, а также исследование тайников и катакомб с целью добыть разные ценные артефакты. Каждый городок представляет собой иную культуру; Шанг-Симла — Китай, Шам Ле Сим — Францию и Аль-Симара — Египет. Игрок по прибытии получает задания, которые может выполнять в обмен за награды, квесты подразумевают не только изучение катакомб, но и общение с местными жителями. Сим не может постоянно пребывать в данных городках и его время зависит от уровня визы, которая повышается при выполнении квестов. Максимальный уровень визы — 14, также позволяет персонажу при достаточном уровне средств купить собственный участок, в котором сим может останавливаться во время очередной поездки.

Шанг Симла

Шанг-Симла сделана в антураже древнего китайского города, в центре которого находится уменьшенная копия Запретного города. В китайских катакомбах или в комиссионном магазине, сим может приобрести фарфоровые вазы или нефритовые статуэтки. Выполнив основной квест, сим получает «легендарный топор Пангу» с помощью которого может моментально расчищать развалины. Помимо этого, сим может изучить боевое искусство и принимать участие в турнирах. Аль Симара представляет собой небольшой посёлок, расположенные посреди грандиозных руин древнего Египта в пустыне. Основная цель игрока сводится к изучению разных руин и собирания артефактов, таких, как канопы, статуэтки богов. Сим рискует встретится с мумией, для победы над которой необходимо обладать высокими навыками спорта. Собирая фрагменты саркофага, можно собрать собственный саркофаг, который может превратить персонажа в мумию или наоборот вернуть обратно человеческий облик. В Аль-Симаре мимо этого можно купить змею и научится «заклинанием змей». Городок Шам ле Сим выполнен в антураже старинного французского города, состоящего из небольших кирпичных зданий, располагающихся среди водных каналов. Как и в двух других городках, в Шам ле Сим есть участки для исследования, располагающиеся в музеях, дворцах и кельтских руинах. Шам ле Сим — самый дорогой из трёх городков. Помимо этого, в Шам ле Сим имеется возможность давить виноградный сок, чтобы делать из него вино.
Продолжая традицию дополнение к The Sims 2, вместе с Миром приключений было добавлено новое сверх естественное существо — мумия, которую персонаж может встретить при исследования катакомб. Если мумия побьёт сима, то может наслать на него проклятье, которое убьёт сима через 14 дней если его не излечить. Мумия технически похожа на зомби; передвигается медленно, издаёт неприятные звуки и боится огня, но выглядит, как полностью перебинтованный персонаж и не может передавать своё проклятье другим симам. В игре можно и самому стать мумией. Для этого нужно провести три полных ночи в Проклятом саркофаге королей. Мумии дольше живут, не нуждаются во сне и естественной нужде, хотя не могут бегать и иметь детей.

## Разработка
Продюсер Линдсей Пирсон, в своём интервью отметила, что посещение экзотических локаций было всегда востребованным у игроков The Sims. Идея создать дополнение пришла разработчикам, когда те наблюдали за пользовательским контентом, выложенном в галереи, среди созданных зданий выделялись копии известных достопримечательностей. Из этого у разработчиков зародилась идея создать вокруг таких памятников целое дополнение. Хотя подобная идея появилась ещё до выхода The Sims 3, игровые движки предыдущих симуляторов не позволяли воплотить в реальность данные задумки. Помимо этого команда руководствовалась тем, что игрокам, как и большинству людей интересно посещать места с иной культурой и природой, это было решено отразить и в игре, хотя например Египет разительно отличается от Сансет Вэлли, стандартного городка в The Sims 3, по прежнему остаётся частью вселенной игры и населён симами. Разработчики стремились «передать игрокам чувство восторга, когда впервые смогут войти в пирамиды и увидеть, что там сокрыто и для этого создали ситуации», которые «в предыдущих играх были бы не возможны». Представленные локации в трёх мирах созданны на основе реальных гробниц, в Аль-Симаре (Египет) это помимо пирамид — большой сфинкс, Абу-Симбел, храм королевы Хапшепсут. В Шанг-Симле (Китай) — локации, вдохновлённые терракотовой армией, храмом неба, запретным городом, великой стеной, в Шам ле Сим (Франция) — это триумфальная арка, эйфелева башня.
Несмотря на то, что дополнение внешне схоже с другим расширением к The Sims 2 — «Путешествия», оно одновременно кардинально отличается от него, так как в старом расширении сим выступал в роли туриста, который следовал проложенному маршруту, дополнение «Мир приключений» наоборот, нацелено на то, чтобы игрок не «посещал» игровой мир, а скорее выступал наблюдателем иной для него культуры, самостоятельно изучал городок и учaствовал в его событиях и поэтапно раскрывал для себя новые возможности, двери и награды. Для этого в дополнение была введена система квестов, которые будут давать местные персонажи управляемому симу, он же их должен выполнять. Катакомбы также тщательно прорабатывались, чтобы игрок должен был решать разные квесты и головоломки, а не «просто щёлкнуть по сокровищнице и сказать, "иди сюда"». Одновременно разработчики решили не отказываться от свободы действий сима, который может спокойно перемещаться по разным участкам и заводить отношения с местными жителями, также, как и с персонажами из базового городка.

## Выпуск
Впервые анонс дополнения состоялся 3 августа 2009 года. Выпуск дополнения был ожидаемым и считался неизбежным, учитывая традицию Maxis выпускать в The Sims и The Sims 2 множество тематических дополнений. В частности уже тогда предполагали, что первое дополнение должно быть связано с животными, центром города или профессиями. 2 ноября 2009 года, игра пошла на золото. Первая демонстрация игры состоялась на выставке GamesCom в 2009 году. Для борьбы с пиратскими копиями, разработчики предложили владельцам лицензионных копий приобрести бесплатно эксклюзивные объекты к дополнению, а также бесплатно приобрести некоторые платные объекты в The Sims 3 Store, которые в ином случае можно купить за $10.

### Для мобильных устройств
The Sims 3 World Adventures также была выпущена для мобильных устройств с операционными системами iPhone 2 апреля 2010 года и 21 апреля 2011 года для Windows Mobile. Игра позволяет персонажу путешествовать в три страны — Египет, Китай и Францию, исследовать местные локации и катакомбы вместе с 55 новыми целями и четырьмя мини-играми. Во время путешествия, сим может собирать экзотические предметы, ингредиенты и рецепты готовки. Также владельцы The Sims 3 для iPhone/iPod touch имеют возможность импортировать или экспортировать персонажа из мобильной версии The Sims 3. Сразу после выхода, The Sims 3 World Adventures возглавила список продаж в App Store.

## Саундтреки

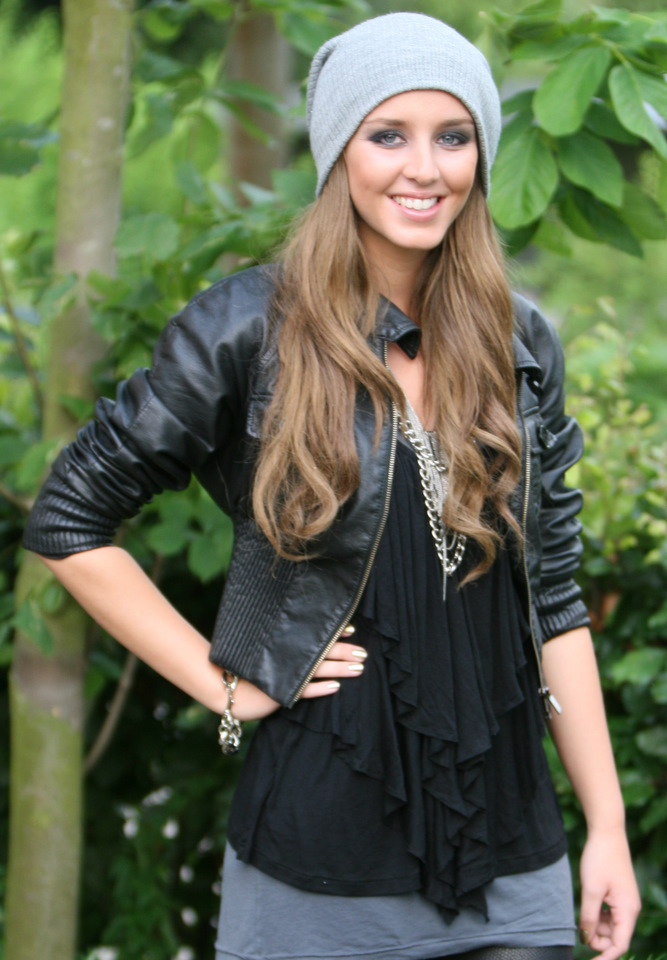
Эсме Дентерс, одна из певиц, записавших свой сингл на симлише для дополнения.

Композитором музыкального сопровождения выступает Стив Яблонски, который также сочинял музыку к базовой игре The Sims 3. Всего Стив вместе с оркестром записал 35 частей музыкальных композиций в голливудской студии Symphony. При этом композитор наделил свои композиции чертами этнической музыки, например музыка, связанная с Египтом имеет ближневосточные мотивы, дополненные этническими ударными и деревянными духовыми инструментами, для записи тематической музыки Китая использовались китайские флейты и струнные инструменты исполняли «скользящую» музыку. Для французской темы использовались мандолина и аккордеон. За три часа удавалось записать 20 минут мелодии. 
Помимо этого, для дополнения на симлише записали свои саундтреки известные певцы, среди которых была обладательница музыкальной премии «Грэмми» Лиэнн Раймс и другие звёзды, такие, как Нелли Фуртадо, Фифи Добсон, Натали Портман, Кэти Мелуа, Эсме Дентерс, Эван Тобенфельд, Madina Lake и многие другие.
«Мои друзья много лет говорили мне про The Sims, и я слышала песни Наташа Бедингфилд и Black Eyed Peas на симлише, так что я была в восторге от этого предложения, — заметила Лиэнн Раймс, — Здорово, что моя собственная музыка появится в этой легендарной игре».
Список новых исполнителей с песнями на симлише для дополнения «The Sims 3 Мир Приключений»:
| №   | Название                      | Автор(ы)                      | Длительность |
| --- | ----------------------------- | ----------------------------- | ------------ |
| 1.  | «You’ve Ruined Me»            | Лиэнн Раймс                   | 3:42         |
| 2.  | «I Want You»                  | Фифи Добсон                   | 2:08         |
| 3.  | «If the lights go out»        | Кэти Мелуа                    | 3:14         |
| 4.  | «Lets Get Outta Here»         | Madina Lake                   | 2:58         |
| 5.  | «I’ve Got Friends»            | Manchester Orchestra          | 5:01         |
| 6.  | «Me + Yr Daughter»            | Natalie Portman's Shaved Head | 3:56         |
| 7.  | «Outta Here»                  | Эсме Дентерс                  | 3:21         |
| 8.  | «Say»                         | Hot Chelle Rae                | 3:35         |
| 9.  | «Turn Me Off»                 | Audrye Sessions               | 3:34         |
| 10. | «Wake Up, Wake Up»            | Metalkpretty                  | 4:19         |
| 11. | «Pumpkin Pie»                 | Эван Тобенфелд                | 3:49         |
| 12. | «Can’t Take That Away»        | The Friday Night Boys         | 3:28         |
| 13. | «Summer Nights»               | Стил, Касси                   | 3:30         |
| 14. | «Na Na Na»                    | Broken Hearts Club            | 3:27         |
| 15. | «Manos al Aire»               | Нелли Фуртадо                 | 3:29         |
| 16. | «Mama Do»                     | Пикси Лотт                    | 3:37         |
| 17. | «No One (Can Change My Mind)» | Штефани Хайнцман              | 3:34         |
| 18. | «Daylight»                    | Matt & Kim                    | 3:04         |
| 19. | «Juice and Sim»               | The Young Punx                | 4:45         |

## Реакция
| Сводный рейтинг       | Сводный рейтинг |
| Агрегатор             | Оценка          |
| --------------------- | --------------- |
| GameRankings          | 82,91 %         |
| Metacritic            | 82              |
| Иноязычные издания    |                 |
| Издание               | Оценка          |
| 1UP.com               | B+              |
| Eurogamer             | 7/10            |
| GamePro               | [ 16 ]          |
| GameSpot              | 8,5/10          |
| GameZone              | 8,7/10          |
| IGN                   | 8,3/10          |
| Русскоязычные издания |                 |
| Издание               | Оценка          |
| Absolute Games        | 67/100          |
| «Игромания»           | 8,5/10          |

Игра заняла 7 место в списке лучших игр-дополнений в 2009 году по результатам продаж чарта NPD. «Мир Приключений» получил в основном положительные отзывы, по словам критика сайта GamePro дополнение даёт возможность окунутся игроку в увлекательный квест на много часов. Рецензент Gamervision назвал количество предоставленного контента в «Мире Приключений» исчерпывающим и тут исключительный момент, когда дополнение к The Sims вполне оправдывает свой ценник в 40 долларов США. Представитель сайта EuroGamer заметил, что «Мир Приключений» — первый пакет расширения для The Sims, предлагающий что-то оригинальное, а не повторяющий формулу предыдущих удачных расширений. Критик IGN назвал «Мир Приключений» нечто гораздо большим, чем большой пакет новых предметов с функциями и предоставляет игрокам совершенно новый приключенческий игровой процесс с головоломками. Тем не менее критик предупредил, что несмотря на тематику экзотических культур, данное дополнение — не об отдыхе или курорте, как это было в The Sims 2: Путешествия, что может стать причиной разочарования многих игроков, с другой стороны «Мир Приключений» однозначно оценят любители приключений, испытаний и квестов. 
Представитель IGN назвал презентацию новых локаций и разных культур великолепной, хотя и в какой то мере стереотипной. Критик EuroGamer отдельно оценил факт того, что в локациях для путешествия сим имеет возможность спать где угодно, пользоваться туалетами в общественных местах, мыться «партизанским» душем, также критик назвал новые игровыми локации огромными. Критики также оценили факт того, что персонаж может собирать множество разных экзотических объектов, чтобы затем украшать ими свой дом. Рецензент Macworld отдельно назвал название Шанг Симла и интерпретацию азиатской культуры расистским.
Критик IGN заметил, что «Мир Приключений» добавляет множество фантастических элементов в The Sims 3, однако это не оказывает какое либо вредное влияние на базовую игру в сравнении с The Sims: Makin’ Magic. Другую точку зрения высказал рецензент EuroGamer, заметив, что идея и жанр дополнения в общем сильно отходит от симулятора жизни и интерактивной песочницы, поэтому само расширение выглядит чужеродным в The Sims 3.  
Ваш сим погружается в этот фантастический мир на несколько игровых дней, затем он грубо возвращается в своё нормальное состояние и возникает разрозненное чувство, будто игрок играет в две отдельные игры, которые были неестественно сшиты вместе. Хотя, по крайней мере, вы можете взять с собой палатки и душевые в дом.Алек Мир, критик сайта EuroGamer
Критик EuroGamer назвал процесс исследования катакомб скучными, «где основное веселье достаётся управляемому симу» и назвал их глупыми версиями прохождения игр Tomb Rider. Тем не менее критик считает, что для не подкованных к ролевым и приключенческим играм фанатам The Sims это можно считать наилучшим компромиссом и даже возможно воротами к более традиционным приключенческим играм. Рецензент IGN также считает игровой процесс изучения катакомб слишком прямолинейным, благо, игра помимо этого предлагает множество других квестов и возможностей провести время, изучить местную культуру и заниматься коллекцией экзотических предметов. Критик Игромании заметил, что если первые несколько часов исследования катакомб вызовет у игрока золотую лихорадку, то со временем он поймёт что бесчисленное количество гробниц и ловушек совершенно одинаково и неизбежно наступает чувство перенасыщения.
Отдельно критик Gamervision раскритиковал излишнею изолированность дополнения, заметив, что прибывание за границей останавливает время в жилом мире и особенно это заметно, когда сим прибывает неделю в отпуске, а игроки, имеющие несколько управляемых симов, но отправляющих не всех за границу также столкнутся с некоторыми трудностями.

### Ретроперспектива
Редакция игрового сайта GameRant в своём обзоре от 2020 года указала в целом на проблематичность контента «Мира Приключений», в частности с первого взгляда расширение может оставить впечатление забавного приключения в духе Индианы Джонса, однако оно воспроизводит некоторые устаревшие и вредные общественные идеалы. В частности сам приключенческий аспект дополнения уходит корнями во время, когда европейские колонизаторы захватывали земли и забирали от туда культурно значимые или священные артефакты для получения прибыли. Сами же артефакты наиболее вероятно останутся навсегда утерянными для местной культуры. Таким образом по мнению редакции, дополнение романтизирует культурное мародёрство, которое по сей день остаётся серьёзной проблемой для развивающихся стран.